# Liste von Splatterfilmen
Als Splatterfilm wird ein Filmgenre bezeichnet, das vorzugsweise in Horrorfilmen und seltener in artverwandten Genres Anwendung findet, in denen die Darstellung von exzessiver Gewalt und Blut im Vordergrund steht.

## Listenbeschreibung
Diese Liste zählt Filme des Splattergenre auf. Mit dem Produktionsjahr wird das bekannte Jahr der Herstellung des Filmes angegeben. Dieses fixiert chronologisch die Aufnahme des Filmtitels in die Liste. Der Titel des Films wird nach den in der Wikipedia üblichen Konventionen für Filmtitel angegeben. Sofern ein deutscher Titel vorliegt, wird dieser angegeben. Existiert kein deutscher Titel, wird ein zumindest in lateinische Letter transkribierter Titel angegeben. Weiterhin schlüsselt die Tabelle nach Regisseur und Produktionsland auf. Sollten mehr als eine Person für die Regie verantwortlich sein, wird der angenommene bekanntere Name vorangestellt. Bei mehr als einem Produktionsland wird das Land, in dem der angenommene größere technokratische Organisationsaufwand lag, erstgenannt. Die Laufzeit gliedert sich nach der ermittelbaren Uncut-Laufzeit des Filmes und in Klammern dahinter der Laufzeit der häufig geschnittenen deutschen FSK 18 Version. Die Liste schließt mit der Einordnung des Films in ein Subgenre ab. Da es sich beim Splatterfilm, um kein homogenes Genre handelt, sondern vielmehr um eine durch die Darstellung der Gewalt determinierte Richtung des Films, wird das Subgenre angegeben, dem der Film unterzuordnen ist. Sollte der Film mehreren Genres zuzuordnen sein, wird das für den Film prägendste als erstes angeführt. Diese Liste beschränkt sich hierbei auf die zwei prägendsten Genres, weitere Details sind der Filmbeschreibungsseite zu entnehmen.

## Liste
| Produktions- jahr | Filmtitel                                                       | Regisseur                                                  | Produktions- land      | Uncut-Lauf- zeit            | Subgenre                          |
| ----------------- | --------------------------------------------------------------- | ---------------------------------------------------------- | ---------------------- | --------------------------- | --------------------------------- |
| 1963              | Blood Feast                                                     | Herschell Gordon Lewis                                     | USA                    | 067 min                     | Exploitation                      |
| 1964              | Two Thousand Maniacs!                                           | Herschell Gordon Lewis                                     | USA                    | 087 min                     | Horror                            |
| 1965              | Color Me Blood Red                                              | Herschell Gordon Lewis                                     | USA                    | 080 min                     | Horror                            |
| 1968              | Die Nacht der lebenden Toten                                    | George A. Romero                                           | USA                    | 096 min (90 min)            | Zombie                            |
| 1969              | Yakuza’s Law                                                    | Teruso Ishii                                               | Japan                  | 096 min (95 min)            | Yakuza                            |
| 1970              | Dracula – Nächte des Entsetzens                                 | Roy Ward Baker                                             | UK                     | 096 min                     | Horror                            |
| 1971              | Im Blutrausch des Satans                                        | Mario Bava                                                 | Italien                | 084 min                     | Slasher                           |
| 1972              | Mondo Cannibale                                                 | Umberto Lenzi                                              | Italien                | 092 min                     | Kannibalen Abenteuer              |
| 1973              | The Loreley’s Grasp – Die Bestie im Mädchen-Pensionat           | Amando de Ossorio                                          | Spanien                | 081 min                     | Horrorfilm                        |
| 1973              | Blutbad des Schreckens                                          | Marc B. Ray                                                | USA                    | 093 min                     | Horror                            |
| 1974              | Frankensteins Höllenmonster                                     | Terence Fisher                                             | UK                     | 099 min                     | Horror                            |
| 1976              | Bloodsucking Freaks                                             | Joel M. Reed                                               | USA                    | 088 min                     | Horror                            |
| 1976              | Shogun’s Sadism                                                 | Yūji Makiguchi                                             | Japan                  | 080 min                     | Historie                          |
| 1977              | Black Emanuelle – Stunden wilder Lust                           | Joe D’Amato                                                | Italien                | 092 min                     | Erotik                            |
| 1977              | Inferno Carnal                                                  | José Mojica Marins                                         | Brasilien              | 082 min                     | Horror                            |
| 1977              | Last House on Dead End Street                                   | Roger Michael Watkins                                      | USA                    | 074 min                     | Horror                            |
| 1977              | Nackt unter Kannibalen                                          | Joe D’Amato                                                | Italien                | 093 min                     | Kannibalen                        |
| 1978              | Foltermühle der gefangenen Frauen                               | Jean Rollin                                                | Frankreich             | 087 min                     | Exploitation                      |
| 1978              | Zombie                                                          | George A. Romero                                           | USA                    | 156 min (111 min) (117 min) | Zombie                            |
| 1979              | Woodoo – Die Schreckensinsel der Zombies                        | Lucio Fulci                                                | Italien                | 091 min                     | Zombie                            |
| 1979              | The Driller Killer – Der Bohrmaschinenkiller                    | Abel Ferrara                                               | USA                    | 092 min                     | Thriller                          |
| 1979              | Sado – Stoß das Tor zur Hölle auf                               | Joe D’Amato                                                | Italien                | 090 min                     | Horror                            |
| 1980              | Asphaltkannibalen                                               | Antonio Margheriti                                         | Italien Spanien        | 093 min                     | Kannibalen Exploitation           |
| 1980              | Nackt und zerfleischt                                           | Ruggero Deodato                                            | Italien Kolumbien      | 096 min (92 min)            | Kannibalen Exploitation           |
| 1980              | Ein Zombie hing am Glockenseil                                  | Lucio Fulci                                                | Italien                | 093 min                     | Horror                            |
| 1980              | Großangriff der Zombies                                         | Umberto Lenzi                                              | Italien                | 092 min                     | Zombie                            |
| 1980              | In der Gewalt der Zombies                                       | Joe D’Amato                                                | Italien                | 112 min (88 min)            | Zombie Erotik                     |
| 1980              | Man-Eater – Der Menschenfresser                                 | Joe D’Amato                                                | Italien                | 092 min                     | Kannibalen                        |
| 1980              | Maniac                                                          | William Lustig                                             | USA                    | 088 min                     | Slasher                           |
| 1980              | Muttertag                                                       | Charles Kaufmann                                           | USA                    | 090 min (76 min)            | Slasher Rape and Revenge          |
| 1980              | Die Rückkehr der Zombies                                        | Andrea Bianchi                                             | Italien                | 082 min                     | Zombie                            |
| 1981              | Mad Foxes – Feuer auf Räder                                     | Paul Grau                                                  | Spanien Schweiz        | 077 min                     | Action Exploitation               |
| 1981              | Die Rache der Kannibalen                                        | Umberto Lenzi                                              | Italien Spanien        | 093 min                     | Kannibalen Exploitation           |
| 1981              | Über dem Jenseits                                               | Lucio Fulci                                                | Italien                | 084 min                     | Horror                            |
| 1981              | Tanz der Teufel                                                 | Sam Raimi                                                  | USA                    | 081 min (79 min) (70 min)   | Horror                            |
| 1982              | Der New York Ripper                                             | Lucio Fulci                                                | Italien                | 087 min                     | Slasher                           |
| 1985              | Amazonia – Kopfjagd im Regenwald                                | Mario Gariazzo                                             | Italien                | 085 min                     | Exploitation Kannibalen           |
| 1985              | Hot Love                                                        | Jörg Buttgereit                                            | Deutschland            | 030 min                     | Horrorkomödie                     |
| 1985              | Re-Animator                                                     | Stuart Gordon                                              | USA                    | 101 min (86 min)            | Zombie                            |
| 1985              | Shocking Heavy Metal                                            | Mats Helge                                                 | Schweden               | 085 min                     | Slasher                           |
| 1985              | Verdammt, die Zombies kommen                                    | Dan O’Bannon                                               | USA                    | 087 min (83 min)            | Zombie Komödie                    |
| 1985              | Zombie 2                                                        | George A. Romero                                           | USA                    | 102 min                     | Zombie                            |
| 1985–1992         | Guinea Pig                                                      | diverse                                                    | Japan                  | keine Angaben               | Gore Komödie                      |
| 1986              | Guts of a Virgin                                                | Kazuo Komizu                                               | Japan                  | 072 min                     | Pinku eiga                        |
| 1986              | Guts of a Beauty                                                | Kazuo Komizu                                               | Japan                  | 067 min                     | Pinku eiga                        |
| 1986              | Street Trash                                                    | James Muro                                                 | USA                    | 101 min                     | Trash Melt                        |
| 1987              | Bad Taste                                                       | Peter Jackson                                              | Neuseeland             | 088 min (81 min)            | Science Fiction Komödie           |
| 1987              | Cyclops                                                         | Jôji Iida                                                  | Japan                  | 052 min                     | Science Fiction                   |
| 1987              | Nekromantik                                                     | Jörg Buttgereit                                            | Deutschland            | 068 min                     | Horror Erotik                     |
| 1987              | Redneck Zombies                                                 | Pericles Lewnes                                            | USA                    | 090 min                     | Zombie                            |
| 1987              | Rusted Body                                                     | Kazuo Komizu                                               | Japan                  | 069 min                     | Pinku eiga                        |
| 1987              | Tanz der Teufel II – Jetzt wird noch mehr getanzt               | Sam Raimi                                                  | USA                    | 085 min                     | Horror                            |
| 1988              | Deadbeat at Dawn                                                | Jim Van Bebber                                             | USA                    | 080 min                     | Drama                             |
| 1988              | Flesh Eater                                                     | S. William Hinzman                                         | USA                    | 088 min                     | Zombie                            |
| 1988              | Slugs                                                           | Juan Piquer Simón                                          | Spanien USA            | 083 min                     | Tierhorror                        |
| 1988              | Toll treiben es die wilden Zombies                              | Ken Wiederhorn                                             | USA                    | 085 min (80 min)            | Zombie Komödie                    |
| 1988              | Witchcraft – Das Böse lebt                                      | Fabrizio Laurenti                                          | USA Italien            | 093 min (92 min)            | Geister                           |
| 1989              | Black Past                                                      | Olaf Ittenbach                                             | Deutschland            | 083 min (67 min)            | Abenteuer                         |
| 1989              | Good Night Hell                                                 | Thierry Notz                                               | USA                    | 084 min                     | Science Fiction                   |
| 1990              | Bride of Re-Animator                                            | Brian Yuzna                                                | USA                    | 097 min (92 min)            | Zombie                            |
| 1990              | Nightmare Concert                                               | Lucio Fulci                                                | Italien                | 089 min                     | Episodenfilm                      |
| 1990              | Die Rückkehr der Untoten                                        | Tom Savini                                                 | USA                    | 092 min (88 min)            | Zombie                            |
| 1990              | Die Saat des Teufels                                            | Lucio Fulci Giovanni Simonelli                             | Italien                | 087 min                     | Horror                            |
| 1990              | Tanz der Dämonen                                                | Charles Philip Moore                                       | USA                    | 096 min                     | Horror Trash                      |
| 1991              | Nekromantik 2                                                   | Jörg Buttgereit                                            | Deutschland            | 104 min                     | Horror Erotik                     |
| 1991              | Story of Ricky                                                  | Lam Ngai Kai                                               | Japan                  | 085 min (79 min)            | Action                            |
| 1992              | All Night Long                                                  | Katsuya Matsumura                                          | Japan                  | 090 min                     | Rape and Revenge                  |
| 1992              | Braindead                                                       | Peter Jackson                                              | Neuseeland             | 099 min                     | Komödie                           |
| 1992              | Burning Moon                                                    | Olaf Ittenbach                                             | Deutschland            | 098 min (82 min)            | Episoden Thriller                 |
| 1993              | Garden Without Birds                                            | Akira Nobi                                                 | Japan                  | 022 min                     | Kurzfilm Horror                   |
| 1993              | Leif Jonker’s Darkness                                          | Leif Jonker                                                | USA                    | 107 min                     | Horror                            |
| 1993              | Psycho Cop II                                                   | Adam Rifkin                                                | USA                    | 085 min (78 min)            | Slasher                           |
| 1993              | Return of the Living Dead III                                   | Brian Yuzna                                                | USA                    | 096 min (92 min)            | Zombie                            |
| 1993              | Schramm                                                         | Jörg Buttgereit                                            | Deutschland            | 070 min                     | Horror                            |
| 1993              | The Untold Story                                                | Danny Lee Herman Yau                                       | Hongkong               | 096 min                     | Thriller                          |
| 1994              | Aswang                                                          | Barry Poltermann Wrye Martin                               | USA                    | 082 min (79 min)            | Vampir                            |
| 1994              | DellaMorte DellAmore                                            | Michele Soavi                                              | Italien Frankreich     | 096 min (90 min)            | Zombie                            |
| 1995              | All Night Long 2                                                | Katsuya Matsumura                                          | Japan                  | 076 min                     | Rape and Revenge                  |
| 1995              | Ritter der Dämonen                                              | Gilbert Adler Ernest R. Dickerson                          | USA                    | 092 min (81 min)            | Horror                            |
| 1995              | All Night Long 3                                                | Katsuya Matsumura                                          | Japan                  | 082 min                     | Filmdrama                         |
| 1996              | Ebola Syndrome                                                  | Herman Yau                                                 | Hongkong               | 098 min                     | Hongkong                          |
| 1996              | From Dusk Till Dawn                                             | Robert Rodriguez                                           | USA                    | 104 min (87 min)            | Road Vampir                       |
| 1996              | Killer Tongue                                                   | Alberto Sciamma                                            | Spanien UK             | 094 min                     | Trash                             |
| 1997              | Plaga Zombie – The Beginning                                    | Pablo Parés Hernán Sáez                                    | Argentinien            | 090 min (69 min)            | Zombie                            |
| 1997              | Starship Troopers                                               | Paul Verhoeven                                             | USA                    | 124 min                     | Science Fiction                   |
| 1997              | Premutos – Der gefallene Engel                                  | Olaf Ittenbach                                             | Deutschland            | 106 min                     |                                   |
| 1997              | Wax Mask                                                        | Sergio Stivaletti                                          | Italien                | 094 min                     | Giallo                            |
| 1998              | Der Todesengel                                                  | Andreas Bethmann                                           | Deutschland            | 163 min (88 min)            | Exploitation                      |
| 1999              | Faces of Gore                                                   | Todd Tjersland                                             | USA                    | 090 min                     | Death                             |
| 1999              | Japanese Hell                                                   | Teruo Ishii                                                | Japan                  | 101 min                     | Horror                            |
| 2000              | Camp Blood                                                      | Brad Sykes                                                 | USA                    | 072 min                     | Slasher                           |
| 2000              | Camp Blood 2 – The Revenge                                      | Brad Sykes                                                 | USA                    | 073 min                     | Slasher                           |
| 2000              | Faces of Gore 2                                                 | Todd Tjersland                                             | USA                    | 090 min                     | Death                             |
| 2000              | Faces of Gore 3                                                 | Todd Tjersland                                             | USA                    | 0(90 min)                   | Death                             |
| 2000              | Jack Frost 2 – Die Rache des Killerschneemanns                  | Michael Cooney                                             | USA                    | 093 min (93 min)            | Horror                            |
| 2000              | Junk – Resident Zombie                                          | Atsushi Muroga                                             | Japan                  | 083 min                     | Zombie                            |
| 2000              | Knochenwald                                                     | Utz Marius Thomsen                                         | Deutschland            | 030 min                     | Abenteuer                         |
| 2000              | Piratenmassaker                                                 | Jochen Taubert                                             | Deutschland            | 090 min (80 min)            | Piraten                           |
| 2000              | Staplerfahrer Klaus                                             | Stefan Prehn Jörg Wagner                                   | Deutschland            | 09 min                      | Parodie Kurzfilm                  |
| 2000              | Subconscious Cruelty                                            | Karim Hussain                                              | Kanada                 | 080 min                     | Experimental Episoden             |
| 2000              | Versus                                                          | Ryūhei Kitamura                                            | Japan                  | 115 min (110 min)           | Zombie                            |
| 2001              | Ichi the Killer                                                 | Takashi Miike                                              | Japan                  | 123 min (110 min)           | Yakuza                            |
| 2001              | Legion of the Dead                                              | Olaf Ittenbach                                             | USA Deutschland        | 106 min (80 min)            | Horror Komödie                    |
| 2001              | Stacy – Angriff der Zombie-Schulmädchen                         | Naoyuki Tomomatsu                                          | Japan                  | 080 min                     | Zombie                            |
| 2001              | Plaga Zombie – Zone Mutante                                     | Pablo Parés Hernán Sáez                                    | Argentinien            | 098 min                     | Zombie                            |
| 2002              | Beyond the Limits                                               | Olaf Ittenbach                                             | Deutschland            | 101 min                     | Episodenfilm                      |
| 2002              | Knochenwald 2 – Fleischernte                                    | Utz Marius Thomsen                                         | Deutschland            | 060 min                     | Abenteuer                         |
| 2003              | Deuteronomium – Der Tag des jüngsten Gerichts                   | Roger Grolimund                                            | Schweiz                | 062 min                     | Horror                            |
| 2003              | Garden of Love – Der blutige Alptraum beginnt                   | Olaf Ittenbach                                             | Deutschland            | 086 min (82 min)            | Independent                       |
| 2003              | Michael Bay’s Texas Chainsaw Massacre                           | Marcus Nispel                                              | USA                    | 098 min                     | Horror                            |
| 2003              | Haus der 1000 Leichen                                           | Rob Zombie                                                 | USA                    | 085 min (83 min)            | Horror                            |
| 2003              | High Tension                                                    | Alexandre Aja                                              | Frankreich             | 091 min (85 min)            | Horror                            |
| 2003              | Torsil Ultra                                                    | Ralf Burmester                                             | Deutschland            | 030 min 016 min             | Horrorkomödie Kurzfilm            |
| 2003              | Zombie Night – Keiner wird entkommen                            | David J. Francis                                           | Kanada                 | 093 min (88 min)            | Zombie                            |
| 2003              | Wrong Turn                                                      | Rob Schmidt                                                | Kanada USA Deutschland | 084 min                     | Kannibalen Horror                 |
| 2004              | Saw                                                             | James Wan                                                  | USA                    | 098 min                     | Thriller Horror                   |
| 2004              | Bone Sickness                                                   | Brian Paulin                                               | USA                    | 105 min                     | Zombie                            |
| 2004              | Punk Rock Splatter Massacre                                     | Doug Sakmann                                               | USA                    | 092 min                     | Slasher                           |
| 2004              | Sexual Parasite: Killer Pussy                                   | Takao Nakano                                               | Japan                  | 060 min                     | Sexploitation                     |
| 2004              | Shaun of the Dead                                               | Edgar Wright                                               | UK                     | 095 min                     | Zombie Komödie                    |
| 2005              | Saw 2                                                           | Darren Lynn Bousman                                        | USA                    | 090 min                     | Thriller Horror                   |
| 2005              | The Devil’s Rejects                                             | Rob Zombie                                                 | USA                    | 106 min                     | Horror                            |
| 2005              | Hostel                                                          | Eli Roth                                                   | USA                    | 094 min (89 min)            | Thriller                          |
| 2005              | The Lost Way of the Zombies                                     | Stefan Svahn                                               | Deutschland            | 054 min                     | Zombie Independent                |
| 2005              | Return of the Living Dead IV: Necropolis                        | Ellory Elkayem                                             | USA                    | 085 min (82 min)            | Zombie                            |
| 2005              | Return of the Living Dead V: Rave to the Grave                  | Ellory Elkayem                                             | USA                    | 091 min (87 min)            | Zombie                            |
| 2005              | Scared – Endstation Blutbad                                     | Pakphum Wonjinda                                           | Thailand               | 081 min                     | Horror                            |
| 2005              | The Stink of Flesh – Überleben unter Zombies                    | Scott Phillips                                             | USA                    | 085 min (79 min)            | Zombie Exploitation               |
| 2006              | Blutrausch – Gefangen im Haus des Grauens                       | Stefan Svahn                                               | Deutschland            | 080 min                     | Horror Independent                |
| 2006              | Hatchet                                                         | Adam Green                                                 | USA                    | 093 min                     | Slasher                           |
| 2006              | The Hills Have Eyes – Hügel der blutigen Augen                  | Alexandre Aja                                              | USA                    | 108 min                     | Horror                            |
| 2006              | Night of the Living Dead 3D                                     | Jeff Broadstreet                                           | USA                    | 077 min                     | Zombie                            |
| 2006              | Poultrygeist: Night of the Chicken Dead                         | Lloyd Kaufman Gabriel Friedman                             | USA                    | 103 min (96 min)            | Zombie Komödie                    |
| 2006              | Saw 3                                                           | Darren Lynn Bousman                                        | USA                    | 115 min (107 min)           | Thriller Horror                   |
| 2006              | Slaughtered Vomit Dolls                                         | Lucifer Valentine                                          | Kanada USA             | 071 min                     | Experimental                      |
| 2006              | Werewolf in a Women’s Prison                                    | Jeff Leroy                                                 | USA                    | 084 min (82 min)            | Horror Exploitation               |
| 2006              | Zombie Self Defense Force                                       | Naoyuki Tomomatsu                                          | Japan                  | 080 min                     | Zombie                            |
| 2007              | Bad Boys Bad Toys                                               | Jochen Taubert                                             | Deutschland            | 080 min                     | Action Independent                |
| 2007              | Brain Dead                                                      | Kevin S. Tenney                                            | USA                    | 092 min                     | Horror                            |
| 2007              | The Hills Have Eyes 2                                           | Martin Weisz                                               | USA                    | 086 min                     | Horror                            |
| 2007              | Saw 4                                                           | Darren Lynn Bousman                                        | USA                    | 091 min (88 min)            | Thriller Horror                   |
| 2007              | 100 Tears                                                       | Marcus Koch                                                | USA                    | 090 min (92 min)            | Slasher                           |
| 2007              | Angel of Death II                                               | Andreas Bethmann                                           | Deutschland            | 124 min (85 min)            | Exploitation                      |
| 2007              | Hostel 2                                                        | Eli Roth                                                   | USA                    | 091 min (87 min)            | Thriller                          |
| 2007              | Night of the Creeps 2 – Zombie Town                             | Damon LeMay                                                | USA                    | 095 min (85 min)            | Zombie                            |
| 2007              | Planet Terror                                                   | Robert Rodriguez                                           | USA                    | 101 min (96 min)            | Zombie                            |
| 2007              | Dard Divorce                                                    | Olaf Ittenbach                                             | Deutschland            | 086 min (82 min) (74 min)   |                                   |
| 2007              | Inside                                                          | Alexandre Bustillo Julien Maury                            | Frankreich             | 079 min (77 min)            | Horror                            |
| 2007              | Zombie Rage                                                     | Robert Kurtzman                                            | USA                    | 085 min                     | Zombie                            |
| 2008              | Cabin Massacre                                                  | George Bessudo                                             | USA                    | 095 min                     | Horror                            |
| 2008              | Graveyard of the Living Dead                                    | Marc Rohnstock                                             | Deutschland            | 089 min                     | Zombie Independent                |
| 2008              | Isle of the Damned                                              | Mark Colegrove                                             | USA                    | 090 min                     | Kannibalen Independent            |
| 2008              | The Machine Girl                                                | Noboru Iguchi                                              | Japan                  | 096 min                     | Action                            |
| 2008              | Sudden Slaughter – Knochenwald 3                                | Utz Marius Thomsen                                         | Deutschland            | 091 min                     | Thriller Horror                   |
| 2008              | Regoregitated Sacrifice                                         | Lucifer Valentine                                          | Kanada USA             | 065 min                     | Experimental                      |
| 2008              | Saw 5                                                           | David Hackl                                                | USA                    | 091 min                     | Thriller Horror                   |
| 2008              | Scarce                                                          | Jesse T. Cox John Geddes                                   | Kanada                 | 093 min                     | Horror                            |
| 2008              | Tokyo Gore Police                                               | Yoshihiro Nishimura                                        | Japan                  | 108 min (101 min)           | Groteske                          |
| 2008              | Insanitarium                                                    | Jeff Buhler                                                | USA                    | 085 min                     |                                   |
| 2009              | Grotesque                                                       | Kōji Shiraishi                                             | Japan                  | 073 min                     | Horror                            |
| 2009              | Hanger                                                          | Ryan Nicholson                                             | USA                    | 090 min (72 min)            | Thriller                          |
| 2008              | Hard Revenge Milly – The Beginning                              | Takanori Tsujimoto                                         | Japan                  | 044 min                     | Groteske                          |
| 2009              | Hard Revenge Milly – Bloody Battle                              | Takanori Tsujimoto                                         | Japan                  | 074 min                     | Groteske                          |
| 2009              | Jack Ketchums Beutegier                                         | Andrew van den Houten                                      | USA                    | 080 min (78 min)            | Horror Literatur                  |
| 2009              | Paris by Night of the Living Dead                               | Grégory Morin                                              | Frankreich             | 012 min                     | Kurzfilm Zombie                   |
| 2009              | The Last House on the Left                                      | Dennis Iliadis                                             | USA                    | 110 min                     | Rape and Revenge                  |
| 2009              | Saw 6                                                           | Kevin Greutert                                             | USA                    | 088 min                     | Thriller Horror                   |
| 2009              | Unrated: The Movie                                              | Andreas Schnaas Timo Rose                                  | Deutschland            | 081 min                     |                                   |
| 2010              | Bloodrayne: The Third Reich                                     | Uwe Boll                                                   | Kanada USA Deutschland | 075 min                     | Trash Videospielverfilmung        |
| 2010              | Dead Survivors                                                  | David Brückner                                             | Deutschland            | 079 min                     | Zombie                            |
| 2010              | Django vs Zombies                                               | Rene Perez                                                 | USA                    | 081 min                     | Zombie                            |
| 2010              | A Fucking Cruel Nightmare                                       | Sebastian Zeglarski                                        | Deutschland            | 082 min                     | Experimental                      |
| 2010              | Hatchet II                                                      | Adam Green                                                 | USA                    | 082 min (79 min)            | Slasher                           |
| 2010              | No Reason                                                       | Olaf Ittenbach                                             | Deutschland            | 0(69 min)                   |                                   |
| 2010              | Necronos – Tower of Doom                                        | Marc Rohnstock                                             | Deutschland            | 127 min (112 min)           |                                   |
| 2010              | Rammbock                                                        | Marvin Kren                                                | Deutschland            | 063 min                     | Zombie Melodram                   |
| 2010              | Reise nach Agatis                                               | Marian Dora                                                | Deutschland            | 73 min                      | Horrorfilm                        |
| 2010              | Robo Geisha                                                     | Noboru Iguchi                                              | Japan                  | 101 min                     | Science Fiction                   |
| 2010              | Saw 3D – Vollendung                                             | Kevin Greutert                                             | USA                    | 086 min                     | Thriller Horror                   |
| 2011              | A Christmas Carol in Gore                                       | Master W                                                   | Deutschland            | 016 min                     | Kurzfilm                          |
| 2011              | Bunny the Killer Thing                                          | Joonas Makkonen                                            | Finnland               | 018 min                     | Kurzfilm                          |
| 2011              | Hostel 3                                                        | Scott Spiegel                                              | USA                    | 088 min                     | Thriller                          |
| 2011              | Hobo with a Shotgun                                             | Jason Eisener                                              | Kanada                 | 086 min                     | Exploitation                      |
| 2011              | Inbred                                                          | Alex Chandon                                               | UK                     | 097 min (93 min)            | Backwoods                         |
| 2011              | Der letzte Kannibale                                            | Master W                                                   | Deutschland            | 015 min                     | Found Footage Kurzfilm            |
| 2011              | Memory of the Dead                                              | Valentín Javier Diment                                     | Argentinien            | 090 min.                    | Horror                            |
| 2011              | Monster Brawl                                                   | Jesse T.Cook                                               | Kanada                 | 086 min                     | Horrorkomödie                     |
| 2011              | Project Genesis                                                 | Oliver Krekel Jochen Taubert                               | Deutschland            | 070 min                     | Horror                            |
| 2011              | Schlaraffenhaus                                                 | Marcel Walz                                                | Deutschland            | 081 min (79 min)            | Torture Porn                      |
| 2011              | The Woman                                                       | Lucky McKee                                                | USA                    | 098 min                     | Horror                            |
| 2012              | Bloody Muscle Bodybuilder in Hell                               | Shinichi Fukazawa                                          | Japan                  | 063 min                     | Horror                            |
| 2012              | Cockneys vs Zombies                                             | Matthias Hoene                                             | England                | 088 min                     | Zombie                            |
| 2012              | Fist of Jesus                                                   | Adrián Cardona David Muñoz                                 | Spanien                | 015 min                     |                                   |
| 2012              | Headhunt                                                        | Daniel Krige                                               | Australien             | 089 min                     | Horrorkomödie                     |
| 2012              | Legend of Hell                                                  | Olaf Ittenbach                                             | Deutschland            | 081 min                     |                                   |
| 2012              | Moratorium                                                      | Takashi Hirose                                             | Japan                  | 029 min                     | Kurzfilm                          |
| 2012              | Osombie                                                         | John Lyde                                                  | USA                    | 090 min                     | Zombie                            |
| 2012              | Visceral: Between the Ropes of Madness                          | Felipe Eluti                                               | Chile                  | 074 min                     | Torture Porn Experimental         |
| 2013              | 7th Day                                                         | Jason M. Koch                                              | USA                    | 072 min                     | Horror                            |
| 2013              | Absolutio – Erlösung im Blut                                    | Philip Lilienschwarz                                       | Deutschland            | 072 min                     | Horror                            |
| 2013              | All Hallows’ Eve – Komm raus und spiel!                         | Damien Leone                                               | USA                    | 079 min                     | Horror Episoden                   |
| 2013              | Eat – Ich hab mich zum Fressen gern!                            | Jimmy Weber                                                | USA                    | 087 min                     | Horror                            |
| 2013              | Evil Dead                                                       | Fede Álvarez                                               | USA                    | 092 min                     | Horror                            |
| 2013              | Goal of the Dead – Elf Zombies müsst ihr sein                   | Thierry Poiraud Benjamin Rocher                            | Frankreich             | 114 min                     | Horrorkomödie Zombie              |
| 2013              | Cabin Fever 3: Patient Zero                                     | Kaare Andrews                                              | USA                    | 095 min                     |                                   |
| 2013              | Savaged                                                         | Michael S. Ojeda                                           | USA                    | 095 min                     | Rape and Revenge Horror           |
| 2013              | Stalled                                                         | Christian James                                            | England                | 085 min                     | Zombie                            |
| 2013              | Truth or Dare                                                   | Jessica Cameron                                            | USA                    | 080 min                     | Torture Porn                      |
| 2013              | Frankenstein’s Army                                             | Richard Raaphorst                                          | USA                    | 084 min                     | Found Footage                     |
| 2013              | The Hospital                                                    | Tommy Golden Daniel Emery Taylor                           | USA                    | 096 min (67 min)            | Horror                            |
| 2013              | Zombie Hunter                                                   | K. King                                                    | USA                    | 088 min                     | Zombie                            |
| 2014              | American Guinea Pig                                             | Stephen Biro                                               | USA                    | 072 min                     | Experimental                      |
| 2014              | Beautiful People                                                | Brini Amerigo                                              | Italien                | 076 min (73 min)            | Zombie                            |
| 2014              | Camp Blood: First Slaughter                                     | Mark Polonia                                               | USA                    | 070 min                     | Slasher                           |
| 2014              | Dead Snow: Red vs. Dead                                         | Tommy Wirkola                                              | Norwegen               | 101 min                     | Zombie                            |
| 2014              | Judy                                                            | Emanuele de Santi                                          | Italien                | 076 min                     | Thriller                          |
| 2014              | México Bárbaro – Grausame Legenden                              | Diverse                                                    | Mexiko                 | 111 min (107 min)           | Episodenfilm                      |
| 2014              | See No Evil 2                                                   | Jen und Sylvia Soska                                       | USA                    | 090 min                     | Slasher                           |
| 2014              | Starve                                                          | Griff Furst                                                | USA                    | 097 min                     | Torture Porn                      |
| 2014              | WolfCop                                                         | Lowell Dean                                                | Kanada                 | 076 min                     | Werwolf                           |
| 2015              | 5 Seasons                                                       | Olaf Ittenbach                                             | Deutschland            | 085 min (65 min)            |                                   |
| 2015              | American Guinea Pig 2: Bloodshock                               | Marcus Koch                                                | USA                    | 087 min                     | Experimental Horror               |
| 2015              | Atroz                                                           | Lex Ortega                                                 | Mexiko                 | 075 min                     | Found Footage Torture Porn        |
| 2015              | Bunny und sein Killerding                                       | Joonas Makkonen                                            | Finnland               | 088 min (84 min)            | Horror                            |
| 2015              | Dead Rising: Watchtower                                         | Zach Lipovsky                                              | USA                    | 118 min                     | Zombie                            |
| 2015              | Death-Scort Service                                             | Sean Donohue                                               | USA                    | 079 min                     | Slasher                           |
| 2015              | Flowers                                                         | Phil Stevens                                               | USA                    | 078 min                     | Experimental Horror               |
| 2015              | Frankenstein – Das Experiment                                   | Bernard Rose                                               | USA                    | 089 min                     | Horror                            |
| 2015              | Honeymoon                                                       | Diego Cohen                                                | Mexiko                 | 098 min                     | Horror                            |
| 2015              | The Hospital 2                                                  | Jim O’Rear Daniel Emery Taylor                             | USA                    | 120 min (90 min)            | Torture Porn                      |
| 2015              | The Mind’s Eye                                                  | Joe Begos                                                  | USA                    | 087 min                     | Horror                            |
| 2015              | Cinderella – Playing with Dolls                                 | Rene Perez                                                 | USA                    | 082 min (79 min)            | Slasher                           |
| 2015              | Rotten                                                          | Valentín Javier Diment                                     | Argentinien            | 072 min                     | Dramedy                           |
| 2015              | Santa’s Knocking                                                | Todd Nunes                                                 | USA                    | 088 min                     | Slasher                           |
| 2015              | Sendero                                                         | Lucio A. Rojas                                             | Chile                  | 081 min                     | Backwoods                         |
| 2015              | Stung                                                           | Benni Diez                                                 | USA Deutschland        | 087 min                     | Creature                          |
| 2015              | We Are Monsters                                                 | Sonny Laguna Tommy Wiklund                                 | Schweden               | 080 min                     | Rape and Revenge                  |
| 2016              | Ballad in Blood                                                 | Ruggero Deodato                                            | Italien                | 093 min                     | Thriller                          |
| 2016              | Bloodlust – Playing with Dolls 2                                | Rene Perez                                                 | USA                    | 081 min (74 min)            | Slasher                           |
| 2016              | Camp Blood 4                                                    | Dustin Ferguson                                            | USA                    | 068 min                     | Slasher                           |
| 2016              | Camp Blood 5                                                    | Dustin Ferguson                                            | USA                    | 067 min                     | Slasher                           |
| 2016              | Camp Blood 666                                                  | Ted Moehring                                               | USA                    | 076 min                     | Slasher                           |
| 2016              | Chicago Rot                                                     | Dorian Weinzimmer                                          | USA                    | 100 min                     | Horror Science Fiction            |
| 2016              | Dead Rising: Endgame                                            | Pat Williams                                               | USA                    | 096 min                     | Zombie                            |
| 2016              | Terrifier                                                       | Damien Leone                                               | USA                    | 081 min (80 min)            | Slasher                           |
| 2016              | Zombies! – Überlebe die Untoten                                 | Hamid Torabpour                                            | USA                    | 81 min                      | Zombie                            |
| 2017              | American Guinea Pig 3: Sacrifice                                | Poison Rouge                                               | Italien                | 060 min                     |                                   |
| 2017              | American Guinea Pig: The Song of Solomon                        | Stephen Biro                                               | USA                    | 085 min                     | Horror                            |
| 2017              | Another WolfCop                                                 | Lowell Dean                                                | Kanada                 | 079 min                     | Werwolf                           |
| 2017              | Bloodmania                                                      | Herschell Gordon Lewis Kevin Littlelight Melanie Reinboldt | USA                    | 091 min                     | Episodenfilm Horror               |
| 2017              | Brutal                                                          | Takashi Hirose                                             | Japan                  | 064 min                     | Experimental                      |
| 2017              | Havoc – Playing with Death: Meet the World’s Most Brutal Killer | Rene Perez                                                 | USA                    | 075 min (73 min)            | Slasher                           |
| 2017              | Hi8 – Resurrectio                                               | Stefan Sierecki                                            | Deutschland            | 073 min                     |                                   |
| 2017              | Jigsaw                                                          | Peter und Michael Spierig                                  | USA                    | 092 min                     | Torture Porn                      |
| 2017              | Leatherface                                                     | Julien Maury und Alexandre Bustillo                        | USA                    | 083 min (80 min)            | Horror                            |
| 2018              | Corbin Nash                                                     | Ben Jagger                                                 | USA UK                 | 099 min                     | Vampir                            |
| 2018              | Day of the Dead: Bloodline                                      | Hèctor Hernández Vicens                                    | USA Bulgarien          | 086 min                     | Zombie                            |
| 2018              | Ghost of Camp Blood                                             | Mark Polonia                                               | USA                    | 069 min                     | Slasher Geister                   |
| 2018              | Portraits of Andrea Palmer                                      | C. Huston Joe Rubin                                        | USA                    | 074 min                     | Drama                             |
| 2018              | Primal Rage                                                     | Patrick Magee                                              | USA                    | 106 min                     | Horror                            |
| 2018              | Puppet Master: Das tödlichste Reich                             | Sonny Laguna Tommy Wiklund                                 | USA                    | 090 min                     | Horror                            |
| 2018              | Triptychon of Fear                                              | El Gore Cedric Endress                                     | Deutschland            | 090 min                     | Episodenfilm                      |
| 2018              | You Might Be the Killer                                         | Brett Simmons                                              | USA                    | 084 min                     | Slasher                           |
| 2019              | Born Dead                                                       | Simon Spachmann Olaf Zanetti                               | Deutschland            | 022 min                     | Kurzfilm                          |
| 2019              | The Russian Bride – Bis dass der Tod uns scheidet               | Michael S. Ojeda                                           | USA                    | 101 min                     | Horror                            |
| 2019              | Sturmgewehr                                                     | Juval Marlon                                               | Schweiz                | 060 min                     | Torture Porn                      |
| 2019              | Yummy                                                           | Lars Damoiseaux                                            | Belgien                | 090 min.                    | Zombie                            |
| 2020              | Camp Blood 8                                                    | Dennis Devine                                              | USA                    | 077 min.                    | Slasher                           |
| 2020              | Cyst                                                            | Tyler Russell                                              | USA                    | 073 min.                    | Horrorkomödie                     |
| 2020              | Hunter Hunter                                                   | Shawn Linden                                               | USA                    | 092 min.                    | Horror                            |
| 2020              | Maniac Driver                                                   | Kurando Mitsutake                                          | Japan                  | 076 min.                    | Giallo                            |
| 2020              | Nobody Sleeps in the Woods Tonight                              | Bartosz M. Kowalski                                        | Polen                  | 103 min.                    | Backwoods                         |
| 2020              | Red Screening – Blutige Vorstellung                             | Maximiliano Contenti                                       | Uruguay                | 088 min.                    | Slasher Giallo                    |
| 2020              | Vicious – Nacht der Gewalt                                      | Gabriel Carrer Reese Eveneshen                             | Kanada                 | 081 min (78 min)            | Thriller Horror                   |
| 2020              | Zombi Ritual                                                    | Alexander Franz                                            | Deutschland            | 051 min                     | Independentfilm Zombie            |
| 2021              | Saw: Spiral                                                     | Darren Lynn Bousman                                        | USA                    | 093 min.                    | Horror                            |
| 2021              | Masking Threshold                                               | Johannes Grenzfurthner                                     | Österreich             | 090 min.                    | Experimental Horror               |
| 2021              | Mortal Kombat                                                   | Simon McQuoid                                              | USA                    | 105 min.                    | Action Fantasy                    |
| 2021              | The Sadness                                                     | Rob Jabbaz                                                 | Taiwan                 | 099 min.                    | Zombie                            |
| 2022              | Einöde der Peiniger                                             | Juval Marlon                                               | Schweiz, Deutschland   | 063 min.                    | Experimental                      |
| 2022              | Studio 666                                                      | BJ Donnell                                                 | USA                    | 106 min.                    | Horrorkomödie                     |
| 2022              | Terrifier 2                                                     | Damien Leone                                               | USA                    | 137 min.                    | Slasher                           |
| 2022              | Project Wolf Hunting                                            | Kim Hong-seon                                              | Südkorea               | 121 min.                    |                                   |
| 2023              | Taeter Burger                                                   | Giulio De Santi                                            | Italien                | 075 min.                    |                                   |
| 2023              | Saw X                                                           | Kevin Greutert                                             | USA                    | 119 min.                    | Thriller                          |
| 2023              | Thanksgiving                                                    | Eli Roth                                                   | USA                    | 107 min.                    | Slasher                           |
| 2023              | Born Dead 2                                                     | Simon Spachmann                                            | Deutschland            | 015 min.                    | Kurzfilm                          |
| 2023              | Violent Obsession                                               | Sebastian Zeglarski                                        | Deutschland            | 035 min.                    | Kurzfilm                          |
| 2024              | Solvent                                                         | Johannes Grenzfurthner                                     | Österreich             | 094 min.                    | Mystery-Komödien-Drama-Horrorfilm |
| 2024              | Des Töchterleins Leid                                           | Juval Marlon                                               | Schweiz                | 75 min.                     | Drama                             |